# Juan Carlos Paredes
Juan Carlos Paredes Reasco (* 8. Juli 1987 in Esmeraldas) ist ein ecuadorianischer Fußballspieler.

## Karriere

### Verein
2006 wechselte Paredes von Huracán SC zu Barcelona SC Guayaquil. Ein Jahr später schloss er sich Deportivo Cuenca an. Von dort wurde er 2008 an den Rocafuerte FC ausgeliehen. Paredes ging 2010 zu Deportivo Quito. Dort wurde er ein Jahr später Ecuadorianischer Meister. 2013 kehrte er zu Barcelona SC Guayaquil zurück. Ab 2014 verbrachte er drei Spielzeiten beim, FC Watford, wurde gegen Ende jedoch nach Griechenland verliehen, wo er mit vier Einsätzen bei Olympiakos Piräus wenig zum griechischen Meistertitel beitragen konnte. 2017 kehrte er nach Ecuador zurück und wurde gleich im ersten Jahr, mit CS Emelec, erneut nationaler Meister seines Heimatlandes.

### Nationalmannschaft
Sein A-Länderspieldebüt für Ecuador gab Paredes im September 2010 gegen Mexiko.
Er wurde in den Kader Ecuadors für die Weltmeisterschaft 2014 berufen.

## Titel und Erfolge
- Ecuadorianischer Meister (1): 2011